# Vuelta Bantrab
La Vuelta Bantrab es una prueba guatemalteca de ciclismo profesional que forma parte del UCI America Tour. 
Se creó en 2022 en categoría nacional y ya en 2023 formó parte del UCI America Tour dentro de la categoría 2.2.

## Palmarés
En amarillo: edición amateur.
| Año  | Ganador          | Segundo              | Tercero               |
| ---- | ---------------- | -------------------- | --------------------- |
| 2022 | Heiner Parra     | Aldemar Reyes Ortega | Jorge Luis Montenegro |
| 2023 | Óscar Sevilla    | Miguel Ángel López   | Marco Suesca          |
| 2024 | Jonathan Caicedo | Daniel Méndez        | Javier Jamaica        |
| 2025 | Wilson Peña      | Mardoqueo Vásquez    | Diego Andrés Camargo  |

## Palmarés por países
| País     | Victorias |
| -------- | --------- |
| Colombia | 2         |
| España   | 1         |
| Ecuador  | 1         |